# Bali International
Bali International – kobiecy turniej tenisowy III kategorii zaliczany do cyklu WTA. Rozgrywany na kortach twardych od 1994 roku. W latach 1994–1997 impreza odbywała się w Surabaja, w latach 1999–2000 w Kuala Lumpur, a od 2001 roku turniej odbywał się na Bali. Ostatnią edycję rozegrano w roku 2008.

## Mecze finałowe

### Gra pojedyncza
| Rok  | Mistrzyni            | Finalistka          | Wynik            |
| 2008 | Patty Schnyder       | Tamira Paszek       | 6:3, 6:0         |
| 2007 | Lindsay Davenport    | Daniela Hantuchová  | 6:4, 3:6, 6:2    |
| 2006 | Swietłana Kuzniecowa | Marion Bartoli      | 7:5, 6:2         |
| 2005 | Lindsay Davenport    | Francesca Schiavone | 6:2, 6:4         |
| 2004 | Swietłana Kuzniecowa | Marlene Weingärtner | 6:1, 6:4         |
| 2003 | Jelena Diemientjewa  | Chanda Rubin        | 6:2, 6:1         |
| 2002 | Swietłana Kuzniecowa | Conchita Martínez   | 3:6, 7:6(4), 7:5 |
| 2001 | Angelique Widjaja    | Joannette Kruger    | 7:6(2), 7:6(4)   |
| 2000 | Henrieta Nagyová     | Iva Majoli          | 6:4, 7:6(4)      |
| 1999 | Åsa Svensson         | Erika de Lone       | 6:2, 6:4         |
| 1997 | Dominique Monami     | Lenka Něměčková     | 6:1, 6:3         |
| 1996 | Wang Shi-ting        | Nana Miyagi         | 6:4, 6:0         |
| 1995 | Wang Shi-ting        | Yi Jingqian         | 6:1, 6:1         |
| 1994 | Elena Wagner         | Ai Sugiyama         | 2:6, 6:0, krecz  |

### Gra podwójna
| Rok  | Mistrzynie                              | Finalistki                                   | Wynik                |
| 2008 | Hsieh Su-wei Peng Shuai                 | Marta Domachowska Nadieżda Pietrowa          | 6:7(4), 7:6(3), 10–7 |
| 2007 | Ji Chunmei Sun Shengnan                 | Jill Craybas Natalie Grandin                 | 6:3, 6:4             |
| 2006 | Lindsay Davenport Corina Morariu        | Trudi Musgrave Natalie Grandin               | 6:3, 6:4             |
| 2005 | Anna-Lena Grönefeld Meghann Shaughnessy | Yan Zi Zheng Jie                             | 6:3, 6:3             |
| 2004 | Ai Sugiyama Anastasija Myskina          | Swietłana Kuzniecowa Arantxa Sánchez Vicario | 6:3, 6:4             |
| 2003 | María Vento-Kabchi Angelique Widjaja    | Émilie Loit Nicole Pratt                     | 7:5, 6:2             |
| 2002 | Cara Black Virginia Ruano Pascual       | Swietłana Kuzniecowa Arantxa Sánchez Vicario | 6:2, 6:3             |
| 2001 | Tamarine Tanasugarn Evie Dominikovic    | Janet Lee Wynne Prakusya                     | 6:7(4), 6:2, 6:3     |
| 2000 | Sylvia Plischke Henrieta Nagyová        | Vanessa Webb Liezel Huber                    | 6:4, 7:6(4)          |
| 1999 | Jelena Kostanić Tina Pisnik             | Rika Hiraki Yuka Yoshida                     | 3:6, 6:2, 6:4        |
| 1997 | Rika Hiraki Kerry Anne Guse             | Maureen Drake Renata Kolbovic                | 6:1, 7:6(5)          |
| 1996 | Alexandra Fusai Kerry Anne Guse         | Tina Križan Noëlle Van Lottum                | 6:4, 6:4             |
| 1995 | Tina Križan Petra Kamstra               | Nana Miyagi Stephanie Reece                  | 2:6, 6:4, 6:1        |
| 1994 | Yayuk Basuki Romana Tedjakusuma         | Kyōko Nagatsuka Ai Sugiyama                  | walkower             |